# Quartiere Coffee
I Quartiere Coffee sono un gruppo musicale reggae italiano nato nel 2004 a Grosseto.

## Storia del gruppo
Il sodalizio nasce a Grosseto nel 2004, dopo alcuni tentativi di dare vita a un gruppo musicale reggae avviati nel 2001, con una formazione che vede come frontman Tommaso Bai "Kg Man", alle tastiere Marco Vagheggini, Gianluca Acquilino alla chitarra, Matteo Varricchio al basso e Matteo Breschi alla batteria. Iniziano a suonare e farsi conoscere negli ambienti indipendenti della città e della provincia, scrivendo propri brani e tenendo concerti. Nel 2005 si uniscono al gruppo le percussioni e la produzione di Filippo Fratangeli "Rootman", ex cantante degli Africa Sadness, e nel 2007 il batterista Matteo Breschi viene sostituito con Matteo Maggio "Mr. Maggio". L'anno successivo la band incide il primo album, In-A, registrato al Boomker Sound di Firenze con la produzione artistica di Ciro "PrinceVibe" Pisanelli per l'etichetta romagnola One Step Records; un disco dalle sonorità dancehall, new roots e dub, grazie anche all'impronta data dal cantante Kg Man, i cui testi caratterizzati da una mescolanza di italiano e patwa sono da subito marchio di fabbrica del gruppo. Tra il 2008 e il 2009 avviene così il primo tour nazionale dei Quartiere Coffee, con una partecipazione al festival reggae Rototom Sunsplash.
Nel 2010 esce il secondo album, Vibratown, il cui singolo Sweet Aroma diviene ben presto uno dei maggiori successi della band; il 14 novembre 2010 viene pubblicato il videoclip, diretto da Stefano Lodovichi, mentre nel 2013 darà il nome a un riddim che vede la partecipazione con altri artisti della scena underground. Nel luglio 2010 sono chiamati a suonare all'Heineken Jammin' Festival, vincendo il Jammin Contest e tornando l'anno successivo ad aprire il concerto di Vasco Rossi dell'11 giugno. Nell'estate 2011, Rootman prende parte come tastierista al "Revolutionaretour", tournée europea di Roy Paci & Aretuska per la promozione del disco Latinista; il frontman Kg Man inizia invece a realizzare le prime collaborazioni da solista, tra cui quella con il progetto Rezophonic. Il 30 luglio 2011 viene pubblicato il videoclip del brano Caffeine, diretto nuovamente da Stefano Lodovichi.
Nell'aprile 2013 esce Italian Reggae Familia, terzo album in cui la band rinuncia ai virtuosismi sperimentali del precedente per tornare verso un reggae più acustico. Il singolo costituito dalla title track, che aveva anticipato la pubblicazione dell'album, ottiene un buon successo, lanciando i Quartiere Coffee nel loro primo tour internazionale: nel mese di agosto suonano all'OverJam Reggae Festival in Slovenia, uno dei principali festival reggae in Europa. Il tour viene però interrotto nella primavera del 2014, quando il chitarrista Gianluca "Real Giallu" Acquilino muore improvvisamente la sera del 16 aprile a Castiglione della Pescaia. Questo avvenimento segna una battuta d'arresto nell'attività della band, già rallentata dagli impegni del cantante Kg Man che nel frattempo ha iniziato la sua carriera solista con un proprio album dancehall-hip hop, International Business. Nonostante la crisi, il gruppo riesce a festeggiare il proprio decennale con un concerto gratuito organizzato a Grosseto il 20 giugno 2014 al parco Ombrone dell'Alberino, dedicato alla memoria di Gianluca Acquilino. Dopo l'estate, in seguito a rapporti già incrinati a causa di divergenze artistiche, il leader e cantante Kg Man lascia definitivamente la band, trasferendosi a Milano per concentrarsi esclusivamente sulla sua carriera solista.
In seguito all'addio di Kg Man, Rootman diventa il nuovo frontman e voce dei Quartiere Coffee; al gruppo si uniscono inoltre il chitarrista Filippo Scandroglio e il tastierista Giulio Grillo. Il 2 febbraio 2016 esce il primo singolo dopo il cambio di formazione, dal titolo We Are, seguito dal singolo Sometimes nel mese di giugno, entrambi con la produzione artistica di Paolo Baldini; nel mese di dicembre esce il terzo singolo In Jamaica che anticipa il nuovo album. Nell'estate 2016, i Quartiere Coffee partecipano al "World Reggae Contest" di Reggaeville, posizionandosi tra i cinque finalisti e accedendo alla serata finale dell'Ostróda Reggae Festival (Polonia) il 14 agosto, vinta poi dagli olandesi The Dubbeez. L'8 aprile 2017, in anteprima al Faq Music Club di Grosseto, viene presentato il quarto album Conscience, pubblicato il 5 maggio successivo per l'etichetta Red Gold Green Label di Roma con distribuzione Pirames International.
Il 13 novembre 2020 il gruppo annuncia ufficialmente il ritorno di Kg Man nella formazione e la produzione di un nuovo album, il cui singolo apripista Back in Town, prodotto da Erotic Cafè, è uscito il successivo 3 dicembre. Il 25 marzo 2022 viene pubblicato il singolo Just One, in collaborazione con i Mellow Mood. Dopo una serie di altri singoli, tra cui una cover di Centro di gravità permanente di Franco Battiato con Simone Cristicchi e Mr. Propaganda in collaborazione con Finaz, il 24 maggio 2024 viene pubblicato il quinto album La mia terra. La traccia che dà il titolo all'album, di cui è realizzato un videoclip, vede la partecipazione di Tonino Carotone. Il 9 agosto 2024, in occasione di Festambiente, il gruppo festeggia il ventesimo anniversario con un concerto celebrativo che vede la partecipazione di Tonino Carotone, Mellow Mood, La Luna, I Matti delle Giuncaie, Princevibe, Erotic Cafè, Don Trais, Viola Violi e Chantal Mersi.

## Formazione

### Formazione attuale
- Filippo Fratangeli "Rootman" (n. 1983) – voce (dal 2005)
- Tommaso Bai "Kg Man" (n. 1982) – voce (2004–2014, dal 2020)
- Matteo Varricchio "Bigga" (n. 1984) – basso
- Marco Vagheggini "The Master" – tastiere
- Matteo Maggio "Mr. Maggio" (n. 1983) – batteria (dal 2007)
- Filippo Scandroglio (n. 1991) – chitarra (dal 2014)

### Componenti passati
- Matteo Breschi (n. 1983) – batteria (fino al 2007)
- Gianluca Acquilino "Real Giallu" (1980–2014) – chitarra (fino al 2014)
- Giulio Grillo (n. 1990) – tastiere (2016–2024)

## Discografia

### Album
- 2008 – In-A
- 2010 – Vibratown
- 2013 – Italian Reggae Familia
- 2017 – Conscience
- 2024 – La mia terra

### Singoli
- 2009 – Suffer
- 2010 – 1st Round
- 2010 – Sweet Aroma
- 2013 – Italian Reggae Familia
- 2016 – We Are
- 2016 – Sometimes
- 2016 – In Jamaica
- 2020 – Un viaggio (con I Matti delle Giuncaie)
- 2020 – Back in Town
- 2021 – Love mi vida
- 2022 – Just One (feat. Mellow Mood)
- 2022 – Countdown
- 2022 – Centro di gravità permanente (feat. Simone Cristicchi)
- 2023 – La tempesta
- 2024 – Mr. Propaganda (feat. Finaz)
- 2025 – Cultura (feat. Mama Marjas)

### Collaborazioni
- True Story – con Kg Man in Riddim Riders Vol. 3: Last Riddim (2010)
- Io scelgo te – con Mario Cianchi e Raniss (2015)
- Biancaneve – con La Luna (2022)

## Videografia
- Sweet Aroma, regia di Stefano Lodovichi (2010)
- True Story, regia di Matteo Maggio (2010) – come Kg Man & Quartiere Coffee
- Caffeine, regia di Stefano Lodovichi (2011)
- From di Day, regia di Matteo Maggio (2011)
- Italian Reggae Familia, regia di Jos Vitolo (2013)
- I Know a Place, regia di Matteo Maggio (2015) – cover di Bob Marley
- We Are, regia di Lorenzo Biadi (2016)
- Sometimes, regia di Lorenzo Biadi e Luca di Maggio (2016)
- In Jamaica, regia di Matteo Maggio (2016)
- Conscience, regia di Simone Ferrini (2017)
- Healing of the Nations, regia di Matteo Maggio (2017)
- Is This Love (live), regia di Carlo Settembrini (2018) – cover di Bob Marley
- Un viaggio, regia di Lorenzo Biadi (2020)
- Back in Town, regia di Lorenzo Biadi (2020)
- Love mi vida, regia di Mario Salanitro (2021)
- Just One, regia di Lorenzo Biadi (2022)
- Countdown, regia di Matteo Maggio (2022)
- La tempesta, regia di Mario Salanitro (2023)
- Mr. Propaganda, regia di Luigi Di Maro (2024)
- La mia terra, regia di Luigi Di Maro (2024)
- Cultura, regia di Matteo Maggio (2025)

## Premi e riconoscimenti
- 2010 – Heineken Jammin Festival Contest del Heineken Jammin' Festival[9]
- 2011 – Heineken Jammin Festival Contest del Heineken Jammin' Festival[10]